# Герб Серпухова
Герб Се́рпухова — официальный символ города Серпухов Московской области. Утверждён решением Совета депутатов муниципального образования «Город Серпухов» Московской области от 6 октября 1999 г. № 136/25. Герб внесён в Государственный геральдический регистр Российской Федерации под № 564.

## История герба
За основу современного герба взяты изображения гербов 1781 и 1883 годов. На основе архивных исследований Н. А. Соболевой выяснилось, что первый герб Серпухова был составлен в середине 1720-х годов товарищем (заместителем) герольдмейстера Францем Санти и Высочайше утверждён 20 декабря 1781 года. Основанием же для помещения в герб города павлина послужило присланное в герольдию из города сообщение о том, что там «в монастыре одном родятся павлины».
С конца XVI века с Серпуховым была связана эмблема павлина, которая позднее, в 1781 году составила его герб. В XIX веке было придумано его искусственное объяснение, что этот герб означает победу над тщеславным врагом. 
В действительности, являясь важнейшим стратегическим пунктом Московского государства, принимая на себя первые удары неприятеля и крайне разорявшие город, герб Серпухова служил ясным указанием на символизм павлина — его бессмертия. Это связано с тем, что в 1382 году город был взят и опустошён ханом Тохтамышем, в 1410 году подвергся полному разорению от литовского великого князя Свидригайло, в 1521 году был осаждён войсками крымского хана Менгли-Гирея и в 1571 году войсками Девлет-Гирея, город выстоял в веках, был неоднократно вновь отстроен и укреплён, сыграв роль прикрытия Москвы. В современной истории Серпухов вновь подтвердил своё не оспариваемое право на герб с эмблемой бессмертия, сыграв огромнейшую роль в 1919 году и в 1942 году во время Великой Отечественной войны.

## Описание герба

### Герб 1781 года
Высочайше утверждён 20 декабря 1781 года, с описанием: "в красном поле, стоящий с распростёртыми перьями павлин". 

### Герб 1883 года
Высочайше утверждён 16 марта 1883 года: в червлёном щите, на серебряном холме, стоящий колонной павлин, с зелёными блёстками на перьях распущенного хвоста и с червлёными глазами. В вольной части герба, в верхнем правом углу — герб Московский. Щит увенчан серебряною башенной короной с тремя зубьями. За щитом два накрест положенные золотые молотка, соединённые Александровскою лентою.

### Герб 1999 года
Герб города Серпухова представляет собой гербовый щит прямоугольной формы с закруглёнными углами и выступающим остриём в середине нижней части щита. В червлёном (красном) щите на серебряном холме — стоящий золотой павлин с зелеными блёстками на перьях распущенного хвоста и с червлёными глазами. В вольной части герба — центральная часть герба Московской области — изображение Георгия Победоносца на коне, поражающего копьём чёрного змея.
Отношение ширины к высоте 8:9.
Автор реконструкции и художник И. Шумилкина (г. Серпухов).

## Советский герб[1]

Герб 1967 г.

В таком варианте герб города Серпухова просуществовал с 1967 по 1992 годы, когда городу был возвращен исторический вариант герба.
Описание:
«В голубом поле щита изображено кольцо с атомом, как бы символизируя Протвинский ускоритель частиц. Внутри кольца на белом фоне шестерня, символизирующая развитую промышленность города, рядом колос — символ сельского хозяйства района, внизу — павлин. В вольной части — башня Московского Кремля, это означает, что Серпухов входит в состав столичной области».
Утвержден 30 мая 1967 решением № 328 исполкома Серпуховского городского Совета депутатов трудящихся Московского облисполкома. Автор — Степан Николаевич Марухин.